# Andricus schencki
Andricus schencki is een vliesvleugelig insect uit de familie van de echte galwespen (Cynipidae). De wetenschappelijke naam van de soort is voor het eerst geldig gepubliceerd in 1910 door Dalla Torre & Kieffer.